# Martina Matencio
Martina Matencio (1989, Vilanova i la Geltrú, Barcelona) és una fotògrafa catalana coneguda a les xarxes com Lalovenenoso que destaca per la seva característica manera de retratar el cos femení.
Als 16 anys va conèixer la fotografia en un viatge a Cuba amb la seva família, en el qual va començar a retratar absolutament tot el que veia. Amb 21 anys va cuidar d'un nen amb una malaltia mental i un problema a l'intestí. Per crear un vincle amb ell, Martina va començar a fer-li fotos, aquesta va ser la primera vegada que va estar en contacte amb la fotografia de retrats.
L'any 2011 va estudiar fotografia artística a l'Escola d'Art i Disseny Serra i Abella. L'any següent va crear la botiga de segona mà Luna de Marte amb la dissenyadora tèxtil Saskia Luna, les fotografies per la venda de les peces es va popularitzar a les xarxes i això li va permetre participar en diferents projectes.
Posteriorment va participar en diferents projectes combinant la fotografia artística amb moda i comercial, treballant a Barcelona, Londres o Tòquio.
L'any 2017 va publicar amb Alba Ribas un llibre de fotografia i poesia anomenat Tus ojos, mis manos. Actualment forma part del jurat integrat per professionals de renom del món de la fotografia a Cam On, programa de Playz.

## Fotografia i feminisme
La seva fotografia es caracteritza per retratar dones etèries, fràgils i sensuals amb una paleta de tons predominants desaturats on la llum natural té protagonisme. Acostuma a focalitzar-se en els ulls, en detalls de les parts del cos i en els rostres de les seves models, que expressen una melancolia feliç.
Les seves models es poden definir amb una bellesa menys comú, amb cares atípiques que surten del convencional, es focalitza en les particularitats del cos.
Martina Matencio ha exposat obres seves amb temàtica feminista com Infinita Mujer, comissariada per Artig Gallery on tracta la força amagada en l'aparent fragilitat femenina i ressaltar l'honestedat en la creació artística, des d'una mirada contemporània, femenina i inclusiva.